# Инман, Джош
Джош Инман (англ. Josh Inman; род. 13 марта 1980, Хилсборо, Орегон) — американский гребец, выступавший за сборную США по академической гребле в период 2004—2011 годов. Бронзовый призёр летних Олимпийских игр в Пекине, чемпион мира, победитель и призёр многих регат национального значения.

## Биография
Джош Инман родился 13 марта 1980 года в городе Хилсборо, штат Орегон.
Заниматься академической греблей начал в 1998 году. Состоял в гребной команде во время учёбы Университете штата Орегон, неоднократно принимал участие в различных студенческих регатах. Позже проходил подготовку в Vesper Boat Club в Филадельфии.
Первого серьёзного успеха на взрослом международном уровне добился в сезоне 2004 года, когда вошёл в основной состав американской национальной сборной и побывал на чемпионате мира в Баньолесе, откуда привёз награду бронзового достоинства, выигранную в зачёте распашных рулевых четвёрок.
В 2005 году в восьмёрках одержал победу на мировом первенстве в Гифу.
На чемпионате мира 2006 года в Итоне стал четвёртым в безрульных четвёрках.
В 2007 году на мировом первенстве в Мюнхене попасть в число призёров не смог, финишировал в восьмёрках четвёртым.
Благодаря череде удачных выступлений удостоился права защищать честь страны на летних Олимпийских играх 2008 года в Пекине. В составе экипажа-восьмёрки в финале пришёл к финишу третьим позади команд из Канады и Великобритании — тем самым завоевал бронзовую олимпийскую медаль.
После пекинской Олимпиады Инман остался в составе гребной команды США на ещё один олимпийский цикл и продолжил принимать участие в крупнейших международных регатах. Так, в 2010 году в безрульных четвёрках он выиграл серебряную медаль на этапе Кубка мира в Мюнхене, тогда как на этапе в Люцерне финишировал шестым.
В 2011 году в программе восьмёрок стал четвёртым на этапе Кубка мира в Люцерне, в то время как на мировом первенстве в Бледе показал в той же дисциплине восьмой результат. Вскоре по окончании этих соревнований принял решение завершить спортивную карьеру.